# Josh Ferguson
Joshua Ferguson (1988) é um lutador estadunidense de mixed martial arts. É mais conhecido por ter participado do reality show da Spike TV The Ultimate Fighter: Team Bisping vs. Team Miller.

## The Ultimate Fighter
Em 2011, Ferguson assinou com o UFC para competir no The Ultimate Fighter: Team Bisping vs. Team Miller. No primeiro episódio, Ferguson conseguiu entrar na casa depois de derrotar Casey Dyer por KO aos 0:14 do primeiro round. Foi a primeira luta preliminar a ser transmitida na temporada.
Ferguson foi então escolhido para ser parte da equipe Bisping. No terceiro episódio, ele não se classifica para as semifinais, sendo derrotado por Johnny Bedford por decisão unânime.

## Cartel
| Res.    | Cartel | Oponente           | Método                               | Evento                                           | Data                   | Round | Tempo | Local                         | Notas                    |
| ------- | ------ | ------------------ | ------------------------------------ | ------------------------------------------------ | ---------------------- | ----- | ----- | ----------------------------- | ------------------------ |
| Derrota | 8-5    | Chris Cariaso      | Decisão (Unânime)                    | UFC on Fuel TV: Muñoz vs. Weidman                | 11 de julho de 2012    | 3     | 5:00  | San José, California, EUA     | Estréia nos Pesos Moscas |
| Derrota | 8-4    | Roland Delorme     | Finalização (Mata-Leão)              | The Ultimate Fighter 14 Finale                   | 3 de dezembro de 2011  | 3     | 0:22  | Las Vegas, Nevada, EUA        | Estréia no UFC           |
| Derrota | 8-3    | Jessie Riggleman   | Decisão (Dividida)                   | Ultimate Warrior Challenge 7- Redemption         | 3 de outubro de 2009   | 3     | 5:00  | Fairfax, Virgínia, EUA        |                          |
| Vitória | 8-2    | Matt Troyer        | Finalização (Chave de Braço)         | Revolution Fight League- Maximum Impact          | 27 de junho de 2009    | 1     | 3:47  | Hammond, Indiana, EUA         |                          |
| Derrota | 7-2    | Mike Easton        | Finalização (Guilhotina)             | Ultimate Warrior Challenge 6- Capital Punishment | 25 de abril de 2009    | 1     | 4:06  | Fairfax, Virgínia, EUA        |                          |
| Vitória | 7-1    | Stonnie Dennis     | Finalização (Mata-Leão)              | Extreme Challenge 111                            | 21 de novembro de 2008 | 1     | 2:05  | Elizabeth, Indiana, EUA       |                          |
| Vitória | 6-1    | Cory Alexander     | Finalização (Mata-Leão)              | SOS- Showcase of Strength                        | 3 de outubro de 2008   | 2     | 1:45  | Shepherdsville, Kentucky, EUA |                          |
| Vitória | 5-1    | Hobert Cornett     | Finalização (Chave de Braço)         | PS- Premier Sports                               | 5 de julho de 2008     | 1     | 3:12  | Frankfort, Kentucky, EUA      |                          |
| Vitória | 4-1    | Robert Walker III  | Finalização (Chave de Braço)         | Bushi 3- Fight for a Cure                        | 31 de maio de 2008     | 1     | 1:53  | Dayton, Ohio, EUA             |                          |
| Derrota | 3-1    | Orville Smith      | Decisão (Dividida)                   | Revolution Fight League- Hostile Takeover        | 26 de abril de 2008    | 3     | 5:00  | Louisville, Kentucky, EUA     |                          |
| Vitória | 3-0    | Bryan Tompkins     | Finalização Técnica (Chave de Braço) | Revolution Fight League 1                        | 1 de dezembro de 2007  | 1     | 0:45  | Louisville, Kentucky, EUA     |                          |
| Vitória | 2-0    | Abner Contreras    | Finalização (Chave de Braço)         | Legends of Fighting 20- Bitter Rivals            | 28 de setembro de 2007 | 2     | N/A   | Indianápolis, Indiana, EUA    |                          |
| Vitória | 1-0    | Jerimiah Davenport | Finalização (Mata-Leão)              | Legends of Fighting 19- Back in Action           | 27 de julho de 2007    | 1     | 0:58  | Indianápolis, Indiana, EUA    | Estréia no MMA           |